# Rhythm of the Rain
«Rhythm of the Rain» es una canción escrita por John Claude Gummoe, del grupo vocal The Cascades, publicada en noviembre de 1962. El sencillo alcanzó la posición número tres de la lista Billboard Hot 100, el 9 de marzo de 1963, así como el número uno de la lista Adult contemporany, durante dos semanas. Billboard lo clasificó como el cuarto mejor sencillo de 1963.

## Historia
El tema es una composición de John Gummoe grabada en 1962, en los Gold Star Studios de Los Ángeles, y contó con la colaboración de músicos de sesión, del reputado "Wrecking Crew"; Jim Owens en la batería, Carol Kaye en el bajo y Glen Campbell a la guitarra.
El sencillo alcanzó los primeros puestos de las listas en al menos 80 países, incluyendo el quinto puesto en el Reino Unido y el número uno en países como Irlanda o Canadá. En 1999 la agencia BMI calificó a "Rhythnm of the Rain" como la novena canción más emitida por las emisoras de radio y televisión estadounidenses en el siglo XX.
La grabación original de The Cascades fue utilizada para la película de 1979, Quadrophenia e incluida en el álbum de su banda sonora.

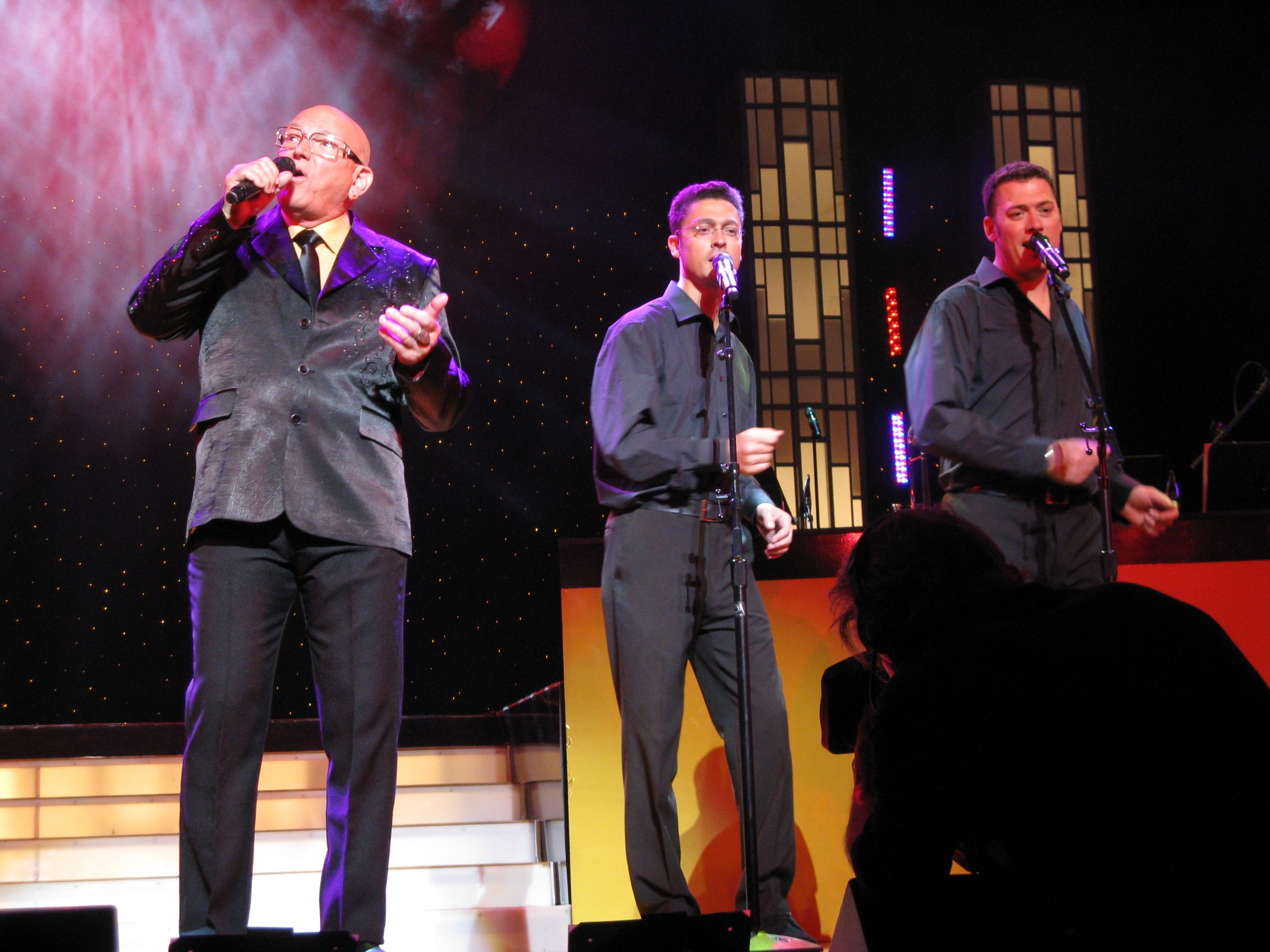
John Gummoe con los hermanos Carrasco, miembros de la banda de doo wop The Earth Angels, interpretando Rhythm of the Rain, en el Benedum Center, Pensilvania.

El distitivo instrumento musical incluido en los arreglos de la canción es una celesta.